# Список княжичей московских
Список княжичей московских — включает перечисление сыновей московских князей и великих князей.

## Князья московские
| Родители                                                  | Илл. | Имя                            | Годы жизни                        | Княжение | Потомство                                                                                     |
| --------------------------------------------------------- | ---- | ------------------------------ | --------------------------------- | --- | --------------------------------------------------------------------------------------------- |
| Даниил Александрович + неизвестная                        |      | Юрий Данилович                 | ум. 1325                          | московский князь в 1303—1325, великий князь владимирский в 1319—1322 (как Юрий III), князь новгородский в 1322—1325 | бездетен                                                                                      |
| Даниил Александрович + неизвестная                        |      | Иван Данилович Калита          | 1288—1340                         | князь Московский с 1325—1341, Великий князь Владимирский с 1328—1341, князь Новгородский 1328—1337                  | см. ниже                                                                                      |
| Даниил Александрович + неизвестная                        |      | Александр Данилович            | ум. 1322                          | | ?                                                                                             |
| Даниил Александрович + неизвестная                        |      | Афанасий Данилович             | ум. 1322                          | князь новгородский (1314—1315, 1319—1322)                                                                           | бездетен                                                                                      |
| Даниил Александрович + неизвестная                        |      | Борис Данилович                | ум. 1320                          | князь Костромской с 1304 г.                                                                                         | бездетен                                                                                      |
| Юрий Данилович                                            | нет  | нет                            | нет                               | нет | нет                                                                                           |
| Иван I Данилович Калита + 1-я жена Елена                  |      | Семён Гордый                   | 1318—1353                         | князь московский | см. ниже; взрослых нет                                                                        |
| Иван I Данилович Калита + 1-я жена Елена                  |      | Даниил Иванович                | 1320-?                            | умер в детстве | —                                                                                             |
| Иван I Данилович Калита + 1-я жена Елена                  |      | Иван II Красный                | 30 марта 1326—13 ноября 1359      | князь московский | см. ниже                                                                                      |
| Иван I Данилович Калита + 1-я жена Елена                  |      | Андрей Иванович Серпуховской   | 4 июля 1327 — 6 июня 1353         | князь Серпуховской                                                                                                  | удельные князья Серпуховские                                                                  |
| Симеон Иванович Гордый + 1-я жена Анастасия Гедиминовна   |      | Василий Симеонович             | 1336—1337                         | умер во младенчестве                                                                                                | —                                                                                             |
| Симеон Иванович Гордый + 1-я жена Анастасия Гедиминовна   |      | Константин Симеонович          | 1340                              | умер во младенчестве — в тот же день, что и родился                                                                 | —                                                                                             |
| Симеон Иванович Гордый + 3-я жена Мария Александровна     |      | Даниил Симеонович              | 1347-?                            | умер во младенчестве                                                                                                | —                                                                                             |
| Симеон Иванович Гордый + 3-я жена Мария Александровна     |      | Михаил Симеонович              | 1348                              | умер во младенчестве                                                                                                | —                                                                                             |
| Симеон Иванович Гордый + 3-я жена Мария Александровна     |      | Иван Симеонович                | 1349 — март 1353                  | умер во младенчестве от чумы                                                                                        | —                                                                                             |
| Симеон Иванович Гордый + 3-я жена Мария Александровна     |      | Симеон Симеонович              | 1351 — март 1353                  | умер во младенчестве от чумы                                                                                        | —                                                                                             |
| Иван II Иванович Красный + 2-я жена — Александра Ивановна |      | Дмитрий Донской                | 1350—1389                         | князь Московский и великий князь Владимирский                                                                       | см. ниже                                                                                      |
| Иван II Иванович Красный + 2-я жена — Александра Ивановна |      | Иван Иванович Малый            | 1354—1364                         | князь Звенигородский                                                                                                | бездетен                                                                                      |
| Дмитрий Донской + Евдокия Дмитриевна                      |      | Даниил Дмитриевич              | 1370 — 15 сентября 1379           | умер в детстве | —                                                                                             |
| Дмитрий Донской + Евдокия Дмитриевна                      |      | Василий I Дмитриевич           | 30 декабря 1371 — 27 февраля 1425 | великий князь московский и владимирский                                                                             | см. ниже                                                                                      |
| Дмитрий Донской + Евдокия Дмитриевна                      |      | Юрий Дмитриевич Звенигородский | 26 ноября 1374 — 5 июня 1434      | князь Звенигородский                                                                                                | есть, претенденты на московский престол, см. Междоусобная война в Московской Руси (1425—1453) |
| Дмитрий Донской + Евдокия Дмитриевна                      |      | Симеон Дмитриевич              | ум. 11 сентября 1379              | | ?                                                                                             |
| Дмитрий Донской + Евдокия Дмитриевна                      |      | Андрей Дмитриевич Можайский    | 14 августа 1382 — 9 июля 1432     | князь Можайский | есть                                                                                          |
| Дмитрий Донской + Евдокия Дмитриевна                      |      | Пётр Дмитриевич Дмитровский    | 29 июля 1385 — 10 августа 1428    | князь Дмитровский                                                                                                   | бездетен                                                                                      |
| Дмитрий Донской + Евдокия Дмитриевна                      |      | Иван Дмитриевич                | 1380-1389 или 1393                | ? | Бездетен                                                                                      |
| Дмитрий Донской + Евдокия Дмитриевна                      |      | Константин Дмитриевич          | 14 мая 1389 — 1433                | князь Углицкий | бездетен                                                                                      |

## Великие князья Московские
| Родители                                | Илл. | Имя                               | Годы жизни                       | Княжение                                    | Потомство                                                                       |
| --------------------------------------- | ---- | --------------------------------- | -------------------------------- | ------------------------------------------- | ------------------------------------------------------------------------------- |
| Василий I Дмитриевич + Софья Витовтовна |      | Юрий Васильевич                   | 1395—1400                        | Умер в детстве                              | —                                                                               |
| Василий I Дмитриевич + Софья Витовтовна |      | Иван Васильевич                   | 1396—1417                        | Князь Нижнего Новгорода                     | Умер полгода спустя после женитьбы «от мора». Бездетен                          |
| Василий I Дмитриевич + Софья Витовтовна |      | Даниил Васильевич                 | 1400—1401                        | умер в младенчестве «от мора»               | —                                                                               |
| Василий I Дмитриевич + Софья Витовтовна |      | Семён Васильевич                  |                                  | умер «от мора»                              | —                                                                               |
| Василий I Дмитриевич + Софья Витовтовна |      | Василий II Темный                 | 10 марта 1415 — 27 марта 1462    | великий князь московский                    | см. ниже                                                                        |
| Василий II Тёмный + Мария Ярославна     |      | Юрий Большой                      | 1437—1441                        | умер в детстве                              | —                                                                               |
| Василий II Тёмный + Мария Ярославна     |      | Иван III                          | 22 января 1440 — 27 октября 1505 | великий князь московский с 1462 по 1505 год | см. ниже                                                                        |
| Василий II Тёмный + Мария Ярославна     |      | Юрий (Георгий) Васильевич Молодой | 1441—1472                        | князь дмитровский, можайский, серпуховской  | Бездетен                                                                        |
| Василий II Тёмный + Мария Ярославна     |      | Андрей Васильевич Большой (Горяй) | 1446—1493                        | князь углицкий, звенигородский, можайский   | сыновья умерли в заточении                                                      |
| Василий II Тёмный + Мария Ярославна     |      | Симеон Васильевич                 | 1447—1449                        | умер в младенчестве                         | —                                                                               |
| Василий II Тёмный + Мария Ярославна     |      | Борис Васильевич                  | 1449—1494                        | князь волоцкий и рузский                    | Иван Борисович (князь рузский), Фёдор Борисович (князь волоцкий) — оба бездетны |
| Василий II Тёмный + Мария Ярославна     |      | Андрей Васильевич Меньшой         | 1452—1481                        | князь вологодский                           | бездетен                                                                        |
| Иван III + 1-я жена Мария Борисовна     |      | Иван Иванович Молодой             | 15 февраля 1458 — 7 марта 1490   |                                             | Дмитрий Внук, умерший бездетным                                                 |
| Иван III + 2-я жена Софья Палеолог      |      | Василий III                       | 25 марта 1479 — 3 декабря 1533   | великий князь московский                    | См. ниже                                                                        |
| Иван III + 2-я жена Софья Палеолог      |      | Юрий Иванович                     | 23 марта 1480—1536               | князь дмитровский                           | бездетен                                                                        |
| Иван III + 2-я жена Софья Палеолог      |      | Дмитрий Иванович Жилка            | (6 октября 1481—14 февраля 1521  | князь углицкий                              | бездетен                                                                        |
| Иван III + 2-я жена Софья Палеолог      |      | Симеон Иванович                   | 21 марта 1487—26 июня 1518       | князь Калужский                             | бездетен                                                                        |
| Иван III + 2-я жена Софья Палеолог      |      | Андрей Иванович                   | 5 августа 1490—11 декабря 1537   | князь Старицкий                             | Князья старицкие; при Иване Грозном пресёкся                                    |
| Василий III + 2-я жена — Елена Глинская |      | Иван IV Васильевич                | 1530—1584                        | великий князь московский, затем царь        | см. Дети Ивана IV; род пресекся                                                 |
| Василий III + 2-я жена — Елена Глинская |      | Юрий Васильевич                   | 1532—1563                        | князь углицкий                              | выжившего потомства нет                                                         |

Далее см.: Список русских царевичей